# أسفل سلام (يهر)

تعديل مصدري - تعديل

اسفل سلام هي إحدى قرى عزلة يهر بمديرية يهر التابعة لمحافظة لحج، بلغ تعداد سكانها 55 نسمة حسب تعداد اليمن لعام 2004.